# Demons from the past
Demons From The Past som släpptes i juni 2009 är en nyutgåva av Skumdums första album Demoner från 1997. Låtarna är remastrade så ljudkvalitén är bättre än på originalet. Skivan innehåller även 7 bonuslåtar, alla fyra låtarna från gruppens första singel Lisa samt tre andra låtar.

## Låtlista
1. Svek
2. Instängd
3. Lisa
4. Aldrig Nog
5. Förändringar
6. Vem Vågar Tro
7. Demoner
8. Lika Barn Leker Bäst
9. Sista Droppen
10. Lilla Blå
11. Ångrar Mig Än
12. En Smula Hopp
13. Äntligen Fri
14. En Svunnen Tid
15. Rädslans Labyrint
16. Den Falska Verkligheten
17. Till Minne Av Kåge
18. Utan Svar
19. Förakt
20. Tomma Löften